# Centris crassipes
Centris crassipes är en biart som beskrevs av Smith 1874. Centris crassipes ingår i släktet Centris och familjen långtungebin. Inga underarter finns listade.